# Savoia-Marchetti S.M.75

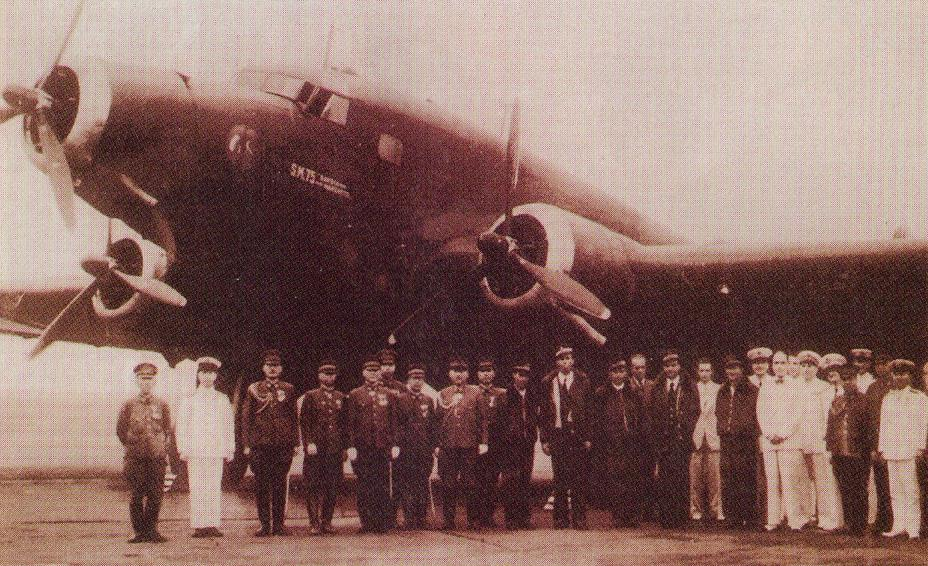
Een Savoia Marchetti S.M.75GA in Oost-Azië

De Savoia-Marchetti S.M.75 Marsupiale (buideldier) was een Italiaans passagiers- en (militair) transportvliegtuig uit de jaren dertig en veertig van de 20e eeuw. Het was een driemotorige laagdekker met een metalen en houten constructie met een intrekbaar conventioneel onderstel met staartwiel.

## Ontwikkeling
De S.M.75 werd ontworpen als reactie op een verzoek om informatie van de Italiaanse luchtvaartmaatschappij Ala Littoria, die op zoek was naar een modern lijn- en vrachtvliegtuig voor de middellange en lange afstand ter vervanging voor haar Savoia-Marchetti S.M.73.
Voor de S.M.75 ging chef-ontwerper Alessandro Marchetti uit van het basisontwerp van de S.M.73, maar hij introduceerde een intrekbaar onderstel om de luchtweerstand te verminderen. Het vliegtuigcasco van de S.M.75 bestond uit een stalen buizenframe met stof en multiplex bekleding, de roer- en stuurvlakken waren met multiplex bedekt. De S.M.75 had een vierkoppige bemanning en bood plaats aan maximaal 25 passagiers. Hij was uitgerust met drie Alfa Romeo 126 RC.34-radiaalmotoren, die elk een vermogen hadden van 559 kW (750 pk) op 3.400 meter hoogte. Zijn korte startlengte van 337 meter en nog kortere landingsafstand van 280 meter betekende dat het vliegtuig geschikt was voor secundaire vliegvelden met korte start- en landingsbanen.
Op november 1937 vloog de S.M.75 voor het eerst vanaf Novara in Piedmont. Het vliegtuig maakte zijn eerste commerciële vlucht bij Ala Littoria in 1938 en bij LATI in 1939, en deed dienst binnen Europa en op vluchten naar Zuid-Amerika, alsook op de route Rome–Addis Abeba na de invasie van Italië.
De S.M.75 bleek in staat met gemak een vierkoppige bemanning en 17 passagiers met hun bagage over een afstand van 1.721 km te kunnen vervoeren bij een snelheid van 362 km/h op 4.000 meter hoogte. Daarnaast behaalde het vliegtuig een aantal wereldrecords, onder andere voor snelheid met lading op lange afstand. Een S.M.75 werd aangepast voor de endurance world records, en slaagde daar in 1939 in door een afstand van 12.000 km te vliegen.
De enige buitenlandse order voor de S.M.75 werd gedaan door de Hongaarse luchtvaartmaatschappij MALÉRT die, in 1937, vijf van deze kisten bij Savoia Marchetti bestelde.

## Afgeleide varianten
S.M.75bisElf van de S.M.75's werden uitgevoerd met drie Alfa Romeo 126 RC.18-radiaalmotoren, met elk een vermogen van 641 kW (680 pk) op 1.800 meter hoogte, en werden aangeduid met S.M.75bis.
S.M.75 GADe S.M.75 GA (hierbij staat GA voor Grande Autonomia, in het Nederlands 'lange afstand') was een verbeterde versie van de S.M.75, waarbij het vliegtuig was uitgevoerd met drie Alfa Romeo 128-radiaalmotoren van 641 kW (861 pk), een krachtige radio en reservebrandstoftanks om het vliegbereik te vergroten tot 7.000 km bij een lading van 1.100 kg. Met een vier- of vijfkoppige bemanning en 200 kg lading kon de S.M.75 GA een afstand van 8.005 km overbruggen bij 298 km/h op een hoogte van tussen de 3.500 en 5.000 meter.
S.M.76In 1939 ontving de Italiaanse luchtvaartmaatschappij LATI haar eerste S.M.75. Het vliegtuig werd in 1940 omgedoopt tot S.M.76.
S.M.82De Regia Aeronautica (Italiaanse Koninklijke Luchtmacht) toonde een warme belangstelling voor de S.M.75, reden waarom er een militaire versie van werd ontwikkeld. Bij deze militaire versie ontbraken de ramen in de passagierscabine, maar zij was uitgerust met een versterkt paneel om de installatie van een geschutskoepel boven op de romp mogelijk te maken. Het model was uitgerust met drie Alfa Romeo 128 RC.21-radiaalmotoren en had een grotere vrachtcapaciteit dan de S.M.75.
S.M.87In 1939 verscheen een versie van de S.M.75 met drijvers. Het vliegtuig, bekend als de S.M.87, werd aangedreven door drie Fiat A.80-motoren van elk 746 kW (1000 pk). Het kon een snelheid van 365 km/h halen, had een plafond (maximale vlieghoogte) van 6.250 km en een bereik van 2.200 km (1.400 km) en kon een vierkoppige bemanning plus 24 passagiers vervoeren. Er werden er vier van gemaakt.
S.M.90De S.M.90 was een versie van de S.M.75 uitgerust met krachtiger Alfa Romeo 135 R.C.32-radiaalmotoren van 1.044 kW (1.400 pk) per stuk. Dit model had een langere romp dan de S.M.75. Er werd er maar een van gebouwd.

## Gebruikers

### Militaire gebruikers
Duitsland
- Luftwaffe

 Hongarije
- Magyar Királyi Honvéd Légierő

 Italië
- Regia Aeronautica
- Aviazione Cobelligerante Italiana

 Italië
- Aeronautica Militare

### Civiele gebruikers
Italië
- Ala Littoria

 Hongarije;
- MALÉRT